# Saint-Maurice-le-Girard
Saint-Maurice-le-Girard település Franciaországban, Vendée megyében. Lakosainak száma 598 fő (2022. január 1.). Saint-Maurice-le-Girard Antigny, Bazoges-en-Pareds, La Châtaigneraie, Cheffois, Mouilleron-Saint-Germain, Rives-du-Fougerais és Terval községekkel határos.

## Népesség
A település népessége az elmúlt években az alábbi módon változott:
| Lakosok száma | 601  | 594  | 605  | 588  | 592  | 593  | 594  | 598  | 598  |
|               | 2013 | 2015 | 2016 | 2017 | 2018 | 2019 | 2020 | 2021 | 2022 |